# 長嶋一茂
長嶋 一茂（ながしま かずしげ、1966年〈昭和41年〉1月26日 - ）は、日本のタレント、スポーツキャスター、コメンテーター、野球評論家、モデル、俳優（活動休止中）、空手家、元プロ野球選手（内野手）、元読売ジャイアンツ野球振興アドバイザー。

## 人物
東京都大田区田園調布出身。ナガシマ企画所属。父は元プロ野球選手・監督の長嶋茂雄、母は元実業家の長嶋亜希子。4人兄弟姉妹の長男（第一子）。弟は元レーシングドライバーの長島正興、次妹はキャスターの長島三奈。自身と三奈の間に一般人の妹がもう1人いる。

## 経歴

### プロ入り以前
小学生の頃から野球を始めたが、ピッチャーをしていた小学生の時に変化球を投げすぎて肘を負傷している。巨人入りする前に肘の手術をしたが、引退後にネクタイが結べなくなったことから再度肘の手術をしており、現在も肘を伸ばせず、腕が真っ直ぐに伸びない。小学校5、6年生の時に周囲からは「長嶋茂雄の息子が入ってきた」などと騒がれ、リトルリーグにテレビカメラが来たこともあった。大人たちは自分のチームのプロモーションができて嬉しかったようだが、300人から400人の子供が入団したことから一度野球を辞めている。親の方針で、群馬県吾妻郡六合村（現：中之条町）にある白根開善学校中等部（全寮制）に入学し陸上部に所属、2年から田園調布中学校に通い、陸上大会の時だけ陸上部に所属。高校受験では桐蔭学園高等学校にも合格したが「父親と同じ立教で野球をやりたい」と、立教高等学校（現：立教新座高等学校）に進学した。高校で野球部に入ったものの、ずっと野球をやっていなかったためキャッチボールもできなかったなど、ブランクのため苦労したが、2年の秋には4番打者を務めるほどにまで成長した。3年生時の1983年春季関東大会県予選準々決勝に進むが上尾高に惜敗する。同年夏の甲子園県予選も準決勝まで進出したが、所沢商に延長10回0-1で敗北を喫した。
卒業後は立教大学に進学し、硬式野球部では1年生時からレギュラーとなる。東京六大学野球リーグにおいて当時の立教大学は低迷が続き、1966年春季リーグ以降は優勝から遠ざかっていた。4年生時の1987年春季リーグでは、四番打者、主将として打率.340を記録し、満票でベストナイン（三塁手）に選出される。同年秋季リーグでは4本塁打、16打点（秋季リーグ打点王）を叩き出し、二期連続ベストナインに選出された。同季は法政大学と最後まで優勝を争うが2位に終わる。同年の第16回日米大学野球選手権大会の日本代表にも選ばれている。リーグ通算101試合出場、382打数86安打、打率.225、11本塁打、54打点を記録する。高校・大学の一年後輩に矢作公一がおり、日米大学野球にも揃って出場している。また、1987年アジア野球選手権大会にも代表にも選出される。
在学中に授業には1度も出席したことがなく、野球部寮とグラウンドの往復で4年間過ごしたと語っていた。
1987年のドラフト会議でヤクルトスワローズ、横浜大洋ホエールズの2球団が1位指名で競合し、抽選の結果ヤクルトが交渉権を獲得した。後に契約金8000万円、年俸840万円（金額は推定）で入団合意した。ドラフト前日まで巨人も1位指名を検討したものの結局回避した。当時ヤクルトの監督だった関根潤三は著書の中で「一茂のドラフト指名は僕の意向が強く働いた。六大学リーグでプレーする一茂を見に行って粗削りだけどものはいい。こりゃ素晴らしいプレーヤーになると思った」と記している。横浜大洋は1980年代に父・長嶋茂雄の監督就任に熱心だったこともあり指名したという。父・長嶋茂雄は、育成の確かな広島東洋カープを勧めていたが、本人が「映画で見るようなヤクザの場所みたいで怖そう」という理由から難色を示したという。なお、西武ライオンズも指名の意思を表明していたが、これは大学進学を表明していた鈴木健を指名するためのカモフラージュであった。

### ヤクルト時代
1988年、春季キャンプから一軍メンバーに選出される。オープン戦で3割以上の打率を残した。オープン戦で対戦した投手には村田兆治もおり、現役晩年でありながらも不屈の闘志を感じた長嶋はよく覚えていると語っている。4月27日の神宮球場での巨人戦では、ビル・ガリクソンから、プロ初安打を本塁打で飾り、『ミスター二世』として注目された。しかし、本人は開幕後に相手投手の攻め方が変わったことでプロの壁を痛感しており、1年目の4月で限界を悟ったという。球団は1989年オフ、関根潤三の後任として父・茂雄に監督就任を要請をするが、茂雄は家族の反対もあり辞退、野村克也が監督に就任した。
野村が監督に就任した1990年は野村の提唱するID野球にまったく馴染めず、ミーティングでも一茂はノートに漫画を描いていた。これは、野村がミーティングで長嶋茂雄批判をすることがあったことが理由である。当時、監督やコーチはもちろん、OB、評論家どころかカメラマンからも助言や指導をされ「助言のフォアグラ状態」になり、誰の指導や助言にも耳を傾けることができないでいたと一茂本人が語っている。なお、一茂は野村ではなくコーチ陣に対して不満があったとのこと。
1991年は6月初旬からスタメンで起用されると、6月9日の広島戦では3安打5打点の活躍。その試合を皮切りにチームは球団新記録の12連勝を達成した。この12試合中、一茂は打率.282、2本塁打14打点OPS.934の成績を残し、ついに開花したと言われた。しかし、13連勝を狙った6月26日の巨人戦では3点リードの9回裏にまずい守備を連発。逆転サヨナラ負けを喫したため、スポーツ紙には「長嶋に始まり長嶋で終わった12連勝」との見出しが踊った。
1992年は、オープン戦途中球団にMLBのロサンゼルス・ドジャース傘下A級ベロビーチ・ドジャースに野球留学を直訴し、承諾され開幕直前の4月1日に渡米。9月4日に帰国し、9月6日チームに合流したが一軍への昇格は無くプロ入り初の一軍出場機会無しとなり、チームの14年ぶりの優勝には貢献できなかった。後に「報道ステーション」2008年5月27日放送分（テレビ朝日）の中で野村と対談し、「お前（ミーティング中に）漫画描いてたじゃないか」と冗談混じりながら当時の行動について指摘されている。また関根は「しかし結局選手として大成させられなかった。今でももう少し育てようがあったんじゃねぇかって思う。例えば僕のそばに置いてもっとシゴいたほうが良かったかもしれない。バッティングコーチも長嶋茂雄の息子だって言うんで遠慮あっただろう。それも含めて一茂を一人前にできなかったのは僕の責任。中途半端な育て方しかできなかった。」と記している。
伊勢孝夫打撃コーチは一茂が伸び悩んだ要因の一つに、勝手に打撃フォームを弄って短期間で放り出す評論家の存在を挙げており、一茂自身も余りに多すぎる周囲の助言にノイローゼ状態だったと告白している。オフに入ると千葉ロッテマリーンズ、福岡ダイエーホークス、横浜大洋ホエールズからトレードの打診が球団に寄せられた。

### 巨人時代
1993年、父・茂雄が監督に就任した読売ジャイアンツへ金銭トレードで移籍する。茂雄は「一茂は実力を出し切っていない。巨人は右打者が足りていないので」と獲得した理由を説明した。当時のヤクルト監督・野村克也は、「一茂は怖がりでどうしようもないから、父親の元でするのが一番と球団社長に提案してトレードに出した」と後に明かしている。
キャンプから外野の練習を行いオープン戦でも打撃で結果を残し開幕戦は6番・レフトでスタメンを勝ち取る。4月23日甲子園で行われた対阪神一回戦では移籍1号の本塁打がセ・リーグ通算3万号本塁打となり試合でも3安打と活躍。同年の古巣ヤクルト戦では、原辰徳との守備交代で、「4番、サード長嶋」がコールされた。しかし、オープン戦での好調とは打って変わり、打撃不振に苦しみ更にこの年には肘や膝を痛め、9月には手術をしている。
1994年は、レギュラーシーズンは46試合に出場した。9月7日の横浜戦では同点の場面で原辰徳の代わりに代打で出場し、原は「週刊現代」95年2月18日号のインタビューで「一茂を代打に出されたときはどうだったかって?　そりゃ悔しかったよ!　「なにィ!?」「ふざけんな」って感じだったね。そういう気持ちを持ってないと、野球選手なんてやってられないんだよ」と述べている。同年の日本シリーズはベンチメンバーのみであり、試合に出場することは無かった。5月10日、対ヤクルト戦 8回裏、ヤクルトの飯田哲也が放ったショートへの打球を巨人の遊撃手・川相昌弘が捕球後、三塁手・長嶋一茂に送球し、走者の野口寿浩にタッチしたが、セーフ判定。一茂はこの判定に不服として、即座に三塁塁審・橘高淳を押したため、暴力行為で退場が宣告される。
1995年は右肘の負傷によって一軍出場はゼロに終わる。1996年は春先は不振のジェフ・マントがスタメンを外されると積極的に起用され、低打率ながら3本塁打を記録する。しかし、当時の一軍総合守備コーチの土井正三から一茂だけが2時間のバント練習を課されたことに対して「何様だよ、あいつ」「あんな奴いらねえよ」などと暴言を吐き、球団から罰金50万円と二軍降格に加え、出場停止処分を受けた。同年オフ、父・茂雄から「一茂、残念だけどお前は翌年の戦力構想に入っていない」と戦力外通告を受けた。その後、他球団が獲得の意向を見せたが、「これ以上迷惑をかけたくない」と発言し現役を引退する。引退について父・茂雄は「プロの世界だって1年限りの世界ですから」と発言した（「監督と選手の関係から親子の関係に戻ろう」とも発言していた）。

### 現役引退後
現役引退後は個人事務所「ナガシマ企画」を設立し、タレントに転身する。戦力外を通告される年、偶然にも明石家さんまとゴルフをする機会があった。まさか引退がつきつけられるとは思ってもみなかった一茂は、さんまからその時に「辞めたら俺がやってる番組全部来いや」と言われても真剣に受けとめることができなかったが、現役を退いた後、その言葉通りさんまのすべてのレギュラー番組で出演オファーを受け、出演した。さんまのことを大恩人と語っている。
またスポーツキャスターとなり、1997年〜1999年にフジテレビの『プロ野球ニュース』（週末）、2000年〜2002年に日本テレビの『独占!!スポーツ情報』（のちの『THE独占サンデー』）の司会を担当した。プロ野球ニュース担当時代には当時流行していたサントリーボスのCMのパロディーで「親が凄いと子供も凄いんだよな、な」と問いかけられて「なに？」と答えるという自虐ネタを演じたこともあった。
1999年、当時の担当マネージャーだった女性と結婚。
2002年から2年間にわたってNHKのインタビュー番組『わたしはあきらめない!』の聞き手役も務めた。
スポーツキャスターと並行して俳優業も行い、2000年はNHK連続テレビ小説『オードリー』に出演し、俳優としての地歩を固める。同作品では、長嶋本人とは正反対の天涯孤独で無口な時代劇の剣士を演じ、本放送時に加えて2024年の再放送時にも話題となった。2002年は映画『ミスター・ルーキー』（日本アカデミー賞新人賞受賞）、2005年には『男たちの大和/YAMATO』、2004年は、TBSの『サラリーマン金太郎4』、テレビ朝日の『逮捕しちゃうぞ』、2005年の『NHK大河ドラマ・義経』等に出演。
『さんまのSUPERからくりTV』（TBS）ではレギュラー解答者のほか、『知識の泉』のコーナーに出演。西村知美、松嶋尚美、浅田美代子らと共に天然ボケを活かし爆笑トークを展開していた。2004年、『さんまのSUPERからくりTV』の中で打倒・松岡修造を目的にさんまらによって結成された『からくりテニス同好会』のメンバーに加入。同番組には特に思い入れが強いようで、バラエティのイロハをそこで教わったとのこと。さんまに時には収録中に怒られることもあり、最も激怒されたのが収録中に寝たことだった。
2004年4月、田中律子、磯野貴理子とともにTBSのお昼の生放送番組『はぴひる!』の総合司会を務める。6月6日、アテネオリンピックの聖火走者を務める。同年、日本テレビのアテネオリンピック中継のキャスターに選ばれた。また、2004年6月に双子の女児が誕生した。このことは、本人が総合司会を務める昼のテレビ番組の中で本人の口により発表された。
2005年1月1日より当時球団会長渡邉恒雄の推薦で読売新聞グループ本社社長室付けスポーツアドバイザー、並びに巨人球団代表特別補佐（アドバイザー）として招聘され、2011年1月1日まで務め、同日付で野球振興アドバイザーに就任した。その後、2016年にはアドバイザーを終了していることが報じられた。スポーツキャスターや芸能活動は以降も継続している。また、この年には清原和博が戦力外通告を受けた時に接触したことを清原の逮捕後に明かしている。なお、清原が逮捕前に出演した「ワイドナショー」では共演したことがある。
2006年、三菱UFJ信託銀行のCMに父・茂雄との親子共演を果たした。
2013年、クラシアンのCMにイメージキャラクターとして抜擢された。

### 極真空手
プロ野球を引退した翌年の1997年に極真会館（東京城西世田谷東支部）に入門し、黒帯を取得した。1999年3月、数見肇の百人組手の40人目の対戦者を務めたこともある。その経験から、フジテレビのK-1中継の司会を務めていた。
2018年11月、極真空手の公式大会、「全関東空手道選手権大会」に出場し、50歳以上＋80キロ以上の部で優勝した。
2019年4月20日、極真空手の国際親善空手道選手権大会に「50歳以上、80キロ超級」の階級で出場し、銅メダルを獲得した。
2021年7月25日、極真空手の東日本空手道選手権大会に「50歳以上＋80kg級」で出場し、金メダルを獲得した。
2022年11月19日、2022国際親善空手道選手権大会に出場し、「50歳以上男子＋80kg級」の部で銀メダルを獲得した。

## エピソード

### プロ入り前
- 小学生の頃、神宮球場でのヤクルト-巨人戦を父・茂雄と一緒に見に行ったのだが、茂雄は連れてきた一茂を球場に置き去りにして帰ってしまった。茂雄は家に帰って妻に言われ、初めて気が付いたという。茂雄は慌てて神宮球場に電話をしたところ、一茂は審判室に保護されていた。なお、大久保博元は中畑清との対談で、一茂から「1回、2回じゃないよ。何回もあるよ」と何度も置き去りにされたと聞かされたと証言した[42]。
- 父・茂雄の引退試合（1974年10月14日の巨人-中日ドラゴンズ戦）は観ていなかった。茂雄は一茂に引退するとは告げずに「始球式をやってみないか」と持ちかけたが、父の引退試合だとは知らない一茂は「恥ずかしい」と拒否し、当日は歯科医にかかっていた。治療中に歯科助手の女性から聞かされるまで、父の引退を知らなかった[43]。
- 父・茂雄が、巨人の第1次監督就任時には背番号90を付けていたが、一茂の「背番号3・3番打者・サード（三塁手）」で足して9という発言がもとになっている。
- 高校時代は野球一筋であり、全く勉強せず、カンニングも頻繁に行っていた。「ボクも基本的に期末とか中間はカンニングしましたからね。だって、野球ばっかりやってたから試験勉強やる時間ないもん、オレ」と語っている[44]。

### プロ選手時代
- 1988年4月27日の巨人戦でガリクソンからプロ初本塁打を放つ。試合はヤクルトは敗戦。しかし、チームが敗れたなか異例となるヒーローインタビューを試合後に受けた[45]。
- プロ初本塁打は、実はまぐれ当たりであり、自身の著書「三流」[要ページ番号]では「入団直後からプロのスピードについて行けず、どうしようかと思った」「それこそガリクソンの球も全然見えなくて、適当に振った」と書かれている。
- 達川光男がプロ初本塁打を見て、試合中打席に入った一茂に「あそこのコース得意なんか？それなら、1回同じコース投げさせてみようかのお」と言い、本当に投手にそのコースを投げさせた。すると一茂は本塁打性の大ファウルを放ち、肝を冷やしている達川に「もう1回お願いしますよ」と無邪気にせがんだ。達川は平静を装いつつ「1回と言ったら1回だ」と一喝し、以来そのコースは一茂に対して封印した。
- 1988年のシーズンオフに「プロ野球ニュース」で「がんばれカズシゲ」というコーナーがあった。
- 1991年のある試合で変化球を本塁打にして放った際、野村克也に褒められた後、「次は直球を（慎重に）狙え」とアドバイスされたが、次の打席では直球を強振し、空振り三振に終わった。そのことを現役引退後に野村との対談で話した際「お前は褒めるとろくなことがない」と言われた。ヤクルト在籍時の一茂は、野村の指導やミーティングがほとんど理解できなかったが、タレント転身後の仕事でようやくその意味を実感し、理解できたという。
- 1992年に野球留学をしていた際、彼のさまざまな世話をしていたアイク生原が死去。留学時期は違えど同じ生原門下生である山本昌（当時は本名の山本昌広）らと共に葬儀に参列した。
- 1993年4月23日の阪神-巨人戦で仲田幸司投手からセ・リーグ通算3万号となる記念本塁打を放つ。
- 元々は、池山隆寛に「いいグローブ使ってんだね。何で捕れないの？」と馬鹿にされるほど守備に難のある選手だったが、野球留学を機に守備力が向上し、巨人移籍後には槙原が一茂の守備は上手かったと評するまでになった。また、橘高淳審判も巨人時代の守備は強肩でスローイングが安定し、同時代の三塁手の中でも高い水準にあったと評している[46]。
- 『ドカベン』などの野球漫画の第一人者である水島新司が1987年から連載していた『虹を呼ぶ男』では、舞台となっていたヤクルトに偶然一茂が入団したため、主人公の七夕竹之丞のライバルとして劇中に登場することになったが、現実の一茂の不振もあって人気は低迷し、後に相撲漫画に路線変更する事態となっている。
- 引退後のテレビ番組で、ヤクルト時代の監督の野村に、守備やバッティング時にボールを怖がり腰が引けると評された[26]。
- プロでは成績は残せなかったものの、「父親譲りのバッティング」と才能を評価する声はあり[47]、そのことを如実に示す例として、落合は後の対談で一茂に対して「本当に練習しなかった、していたら父親を超えていた。」と直接述べている[48]。また、野村からは「いい物を持っているため練習では良かった。」とも認められており[26]、数多くの著書でもそういった評価をしていたことが書かれてある。ヤクルト時代の同僚たちは、一茂の才能や飛距離を評価していたという[49][50][51]。
- プロ時代はケガ以外では病気で悩まされることも多く、ヤクルト時代には痛風になったことがあり[52]、一茂はこのことに関しては「食べ過ぎが原因だった」と後に語っている[53]。また、巨人時代にはパニック障害になったことを後に告白しており[54]、プロ野球選手として活躍していた頃にバッターボックスに立てなくなったこと、以降も同病に悩まされていることを自著でも述べている[55]。その後、この症状はまだ寛解していないことを2018年に語っている[56]。
- 2018年12月29日から放映されていた富士フイルムのテレビCM「お正月を写そう♪2019 それぞれのウォールデコ」篇[57]のCM内では1993年に甲子園でセ・リーグ通算3万号本塁打を打った際の写真が使用された。
- 2024年10月4日放送の『ザワつく!金曜日』では、1988年のプロ野球選手写真名鑑が紹介され、一茂の理想のタイプの女性の欄に「健康的で明るい女性 鈴木保奈美」と書かれていたことが明かされた。一茂はプロ1年目にホリプロの知り合いのツテで鈴木をクラブハウスに呼んでもらいいたく感激したこと、鈴木のカネボウのキャンペーンガールとしての水着の写真を薬局の景品に3枚から4枚程度集めたことを明かしている[58]。

### タレント転身後
- 『孤独のグルメ』ドラマ化が企画された際に、高身長を買われて主演に予定されていたが、原作者の久住昌之が「長嶋一茂は嫌いではありませんが、ちょっと」と難色を示したために話が流れている[59][60][61]。
- 2007年、半年で乳母、祖母、母を立て続けに亡くしたことからパニック障害を発症し、「お前が死ね」「死んだ方が楽だ」という幻聴や悪夢にも苛まれる日々を送った。とくに母の死によるショックで重度のうつ病に罹り、自殺一歩手前まで追い詰められた。「台所行って包丁持って、自分もほら空手をやってるから急所を知ってるんで『ここ切ったらすぐ死ねるな』って分かってるから…いこうとするんだけど、やっぱり娘たちが隣の隣で寝てて、その顔を見ると自分の中で思いとどまったというのが半年ぐらい続いたのかな」と当時を語っている[62]。
- タレント転身後から、バラエティ番組、ドラマ、コメンテーターなど幅広く活動してきたが、2018年に入り出演番組が急増し、「ブレイクしたタレント」の仲間入りを果たしている[63][64]。
- 3歳の頃から気に入っているハワイを頻繁に訪問、現地に一軒家を所有し、2018年だけでも仕事の合間に年6回滞在しており、将来的に「半年ハワイ、半年東京と両方」という移住プランも行っている[65]。長嶋と共演歴の長い羽鳥慎一曰く、ハワイに何度も行く理由は子供のためでもあるとのこと[66]。
- 自身がテレビ出演時には父を語る時でも父・茂雄の写真や映像は一切出てこないが、これに関しては妹・三奈が代表を務める管理会社『オフィス・エヌ』が許可を出さないためである[67][68]。このように三奈との関係は父に関する映像使用の許可が出ないほど疎遠になっていたが、父・茂雄の逝去時は、病室で久々に対面して会話した他[69]、喪主を三奈に委ねた一方で、揃って弔問客への対応を行い、葬儀にも出席した。

|date=2025年6月}}
- 母親の亜希子が生前に特攻隊員の慰霊に熱心だったことが縁で、2020年6月に「一角に水を使った慰霊碑を建立したい」と知覧平和公園がある鹿児島県南九州市に申し出て、平和事業のために200万円を寄付した。これを受けて、南九州市はこの寄付金とクラウドファンディングなどで募った資金を活用して、特攻隊員を慰霊する噴水を同公園に設置することを2021年8月に発表した[70]。
- 2024年10月11日放送の『ザワつく!金曜日』で、股関節を人工関節に置き換える手術を受けたと語った。また、もし1か月手術が遅れていれば歩けなくなる後遺症が残るところまで症状が悪化していたことも明かした。病院側は有名タレントの受け入れは不慣れであったため、看護師たちにあえて一茂と話さないよう緘口令を出したという[71]。

## 家族・親族

### 長嶋家
- 祖父・利（? - 1954年）
- 祖母・チヨ（? - 1994年）
- 父・茂雄（1936年 - 2025年。プロ野球選手・監督）
- 母・亜希子（1943年 - 2007年。西村光雄の娘）
- 長妹（一般人）
- 次妹・三奈（1968年 - 。スポーツキャスター、実業家）
- 弟・正興（1970年 - 。レーシングドライバー、環境活動家）
- 妻
- 長女・次女（2004年 - ）（双子）

## 詳細情報

### 年度別打撃成績
| 年 度     | 球 団     | 試 合 | 打 席 | 打 数 | 得 点 | 安 打 | 二 塁 打 | 三 塁 打 | 本 塁 打 | 塁 打 | 打 点 | 盗 塁 | 盗 塁 死 | 犠 打 | 犠 飛 | 四 球 | 敬 遠 | 死 球 | 三 振 | 併 殺 打 | 打 率 | 出 塁 率 | 長 打 率 | O P S |
| --------- | --------- | ----- | ----- | ----- | ----- | ----- | -------- | -------- | -------- | ----- | ----- | ----- | -------- | ----- | ----- | ----- | ----- | ----- | ----- | -------- | ----- | -------- | -------- | ----- |
| 1988      | ヤクルト  | 88    | 206   | 187   | 14    | 38    | 9        | 1        | 4        | 61    | 22    | 3     | 1        | 0     | 1     | 17    | 0     | 1     | 59    | 5        | .203  | .272     | .326     | .598  |
| 1989      | ヤクルト  | 69    | 163   | 156   | 12    | 39    | 7        | 1        | 4        | 60    | 15    | 1     | 0        | 0     | 1     | 6     | 0     | 0     | 29    | 6        | .250  | .276     | .385     | .661  |
| 1990      | ヤクルト  | 35    | 57    | 54    | 6     | 9     | 2        | 1        | 1        | 16    | 6     | 0     | 0        | 0     | 0     | 3     | 0     | 0     | 15    | 1        | .167  | .211     | .296     | .507  |
| 1991      | ヤクルト  | 67    | 172   | 149   | 12    | 33    | 8        | 2        | 4        | 57    | 18    | 1     | 0        | 0     | 1     | 21    | 2     | 1     | 44    | 6        | .221  | .320     | .383     | .703  |
| 1993      | 巨人      | 56    | 153   | 134   | 12    | 29    | 6        | 1        | 1        | 40    | 12    | 3     | 5        | 0     | 2     | 17    | 0     | 0     | 42    | 7        | .216  | .301     | .299     | .600  |
| 1994      | 巨人      | 46    | 32    | 29    | 5     | 5     | 1        | 0        | 1        | 9     | 1     | 0     | 0        | 0     | 0     | 3     | 1     | 0     | 7     | 4        | .172  | .250     | .310     | .560  |
| 1996      | 巨人      | 23    | 60    | 56    | 4     | 8     | 2        | 0        | 3        | 19    | 8     | 0     | 1        | 0     | 0     | 3     | 0     | 1     | 19    | 2        | .143  | .200     | .339     | .522  |
| 通算：7年 | 通算：7年 | 384   | 843   | 765   | 65    | 161   | 35       | 6        | 18       | 262   | 82    | 8     | 7        | 0     | 5     | 70    | 3     | 3     | 215   | 31       | .210  | .276     | .342     | .618  |

### 記録
- 初出場・初打席：1988年4月9日、対読売ジャイアンツ2回戦（東京ドーム）、8回表に中本茂樹の代打で出場、ビル・ガリクソンと対戦し二ゴロ
- 初安打・初本塁打・初打点：1988年4月27日、対読売ジャイアンツ6回戦（明治神宮野球場）、6回裏にビル・ガリクソンから中越ソロ
- 初先発出場：1988年4月30日、対阪神タイガース1回戦（明治神宮野球場）、「7番・三塁手」として先発出場
- セ・リーグ3万号本塁打：1993年4月23日、対阪神タイガース1回戦（阪神甲子園球場）、2打席目に仲田幸司から本塁打（巨人移籍第1号本塁打でもある）。

### 登録名
- 長島 一茂（1988年 - 1991年）
- 長嶋 一茂（1992年 - 1996年）
  - 入団時は「島」と常用漢字表記にしていたが、1991年オフの契約更改時に本人が希望し、異体字の「嶋」に変更した[72][注 4]。

### 背番号
- 3（1988年 - 1992年）
- 36（1993年 - 1996年）

## 著書
- 『三流』（幻冬舎文庫：2002年4月25日、構成・文 石川拓治）
- 『乗るのが怖い　私のパニック障害克服法』（幻冬舎：2010年11月）

## 出演

### 報道・情報・スポーツ番組
報道・情報ジャンル
| 期間           | 期間          | 番組名                                                                | 役職                       |
| -------------- | ------------- | --------------------------------------------------------------------- | -------------------------- |
| 1996年4月5日   | 2008年10月4日 | SRS（フジテレビ）                                                     | 準レギュラー出演           |
| 1997年4月      | 1998年3月     | スーパーJチャンネル（テレビ朝日）                                     | 金曜日リポーター           |
| 1998年4月4日   | 2000年3月26日 | プロ野球ニュース（フジテレビ）                                        | 休日進行キャスター         |
| 2000年4月2日   | 2000年9月24日 | 独占!!スポーツ情報（日本テレビ）                                      | 司会                       |
| 2000年10月1日  | 2002年9月29日 | THE独占サンデー（日本テレビ）                                         | 司会                       |
| 2003年4月2日   | 2005年9月28日 | スポーツMAX（日本テレビ）                                             | 水曜日コメンテーター       |
| 2004年4月      | 2004年9月     | はぴひる!（TBS）                                                      | 総合司会                   |
| 2005年10月5日  | 2006年9月27日 | スポんちゅ（日本テレビ）                                              | 水曜日コメンテーター       |
| 2006年4月      | 2016年3月     | 報道ステーション（テレビ朝日）                                        | スポーツ解説担当           |
| 2006年10月4日  | 2008年9月24日 | NEWS ZERO（日本テレビ）                                               | 水曜日パートナーキャスター |
| 2008年7月6日   | 2009年9月20日 | サキヨミ（フジテレビ）                                                | 不定期出演                 |
| 2009年10月     | 2011年3月     | スーパーモーニング（テレビ朝日）                                      | 金曜日コメンテーター       |
| 2011年4月      | 2015年9月     | 情報満載ライブショー モーニングバード!→モーニングバード（テレビ朝日） | 金曜日コメンテーター       |
| 2014年12月21日 | 2022年6月26日 | ワイドナショー（フジテレビ）                                          | 不定期出演                 |
| 2015年10月     | 現在          | 羽鳥慎一モーニングショー（テレビ朝日）                                | 金曜日コメンテーター       |

スポーツジャンル
- K-1 GRANDPRIX（不定期、フジテレビ） - スペシャルゲスト
- 元気を日本に 日本プロ野球（2011年、日本テレビ） - 解説者
- シン・ブラックジャイアンツ計画 完全版（2021年12月17日 - 6月24日、DAZN） - MC
- 独占SPORTSチャンネル（2022年1月11日 - 9月27日・11月26日、BS日テレ） - MC

### バラエティ
- 料理の鉄人（1993年10月 - 1999年9月、フジテレビ）
- さんまのSUPERからくりTV（1997年2月、1998年4月 - 2014年9月、TBS）
- わたしはあきらめない（2002年4月 - 2004年3月、NHK総合）
- もしも体感バラエティ if（2002年10月 - 2004年3月、フジテレビ）
- お茶の間の真実〜もしかして私だけ!?〜（2007年10月 - 2008年8月、テレビ東京） - 司会
- くりぃむクイズ ミラクル9（2013年2月27日 - 、テレビ朝日） - 不定期出演
- 火曜サプライズ（日本テレビ） - 不定期出演
- 今夜はナゾトレ（フジテレビ）
- 痛快TV スカッとジャパン（フジテレビ）VTRのバカ息子/ボンボン親子シリーズやその他の再現映像に不定期出演
- 櫻井・有吉 THE夜会（2015年5月 - 2020年、TBS）
- 坂上&指原のつぶれない店（TBS、2018年4月22日 - ）- スタジオゲスト（常連）
- ザワつく!一茂良純時々ちさ子の会 → ザワつく!金曜日（2018年10月11日 - 、テレビ朝日）- 冠番組-
- 一茂&良純の自由すぎるTV（2019年5月8日 - 2019年9月4日、テレビ東京）- MC・冠番組
- 出川一茂ホラン☆フシギの会（2022年10月7日 - 、テレビ朝日） - MC・冠番組[73]
- 一茂×かまいたち ゲンバ（2024年12月1日 - 、日本テレビ）- MC・冠番組[74]

特番
現在
- 日曜ビッグバラエティ（テレビ東京）
  - 新幹線の窓から見えた あの“変なの”何だ!?（2019年1月20日） - MC
  - 一茂&成田 ランキングシリーズ（2022年10月23日 - ） - MC・冠番組
  - 一茂・カズレーザーの巨大なモノどうやって壊す?（2024年11月3日） - MC・冠番組
- ザワつく!路線バスで寄り道の旅（2021年8月29日 - 、テレビ朝日） - ナビゲーター
- 長嶋一茂のミライアカデミア 〜これからを生き抜くための特別授業〜（2021年12月30日 - 、BS朝日） - MC・冠番組
- 昭和vs令和!世代を超えて愛される最強ヒット曲（2023年2月23日 - 、テレビ東京） - ご意見番
- 忖度なし!?長嶋一茂の正直通販! ヒット商品の秘密&舞台裏ストーリー（2023年3月21日 - 8月19日、テレビ東京） - MC・冠番組
  - 長嶋一茂のお取り寄せ品評会（2024年2月23日 - 、テレビ東京） - MC・冠番組
- 24時間テレビ 愛は地球を救う（2024年8月31日 - 、日本テレビ） - メイン企画出演→チャリティーパートナー

過去
- 大爆笑!一茂&宮本の超体育会系ソウルの旅（2000年2月6日、日本テレビ） - 冠番組
  - わがまま一茂と宮本・元木の勝手にハワイV旅行（2001年1月21日、日本テレビ） - 冠番組
  - わがまま一茂が行く!定岡&宮本の超豪華版 香港グルメ旅（2001年7月29日、日本テレビ） - 冠番組
- 徳光&所のスポーツえらい人グランプリ（2000年3月30日 - 2003年3月27日、日本テレビ）
- ジャイアンツも一茂もみんな開幕SP（2000年4月2日、日本テレビ） - 冠番組
- 鳥人間コンテスト選手権大会（2000年8月12日・2001年8月4日、読売テレビ） - 司会
- 一茂VS修造 初対決 緊急合宿SP オリンピック直前緊急合宿突入!!（2002年2月2日、日本テレビ） - 冠番組
- ザ・好珍プレー2003 史上最強のベスト30（2003年12月25日、日本テレビ） - 司会
- 芸能人格付けチェック（2009年1月1日・2020年3月31日・2022年3月22日、朝日放送）
- 木梨目線! 憲sunのHAWAII（2013年7月13日・2014年1月1日・2019年1月1日・2023年1月3日、BSフジ）
- クイズなりきりアニマルパーク（2015年10月13日、フジテレビ） - チームリーダー
- あの頃プレゼン これが私のあった!あった!（2016年3月22日、毎日放送） - MC
- 耳が痛いテレビ（2016年4月8日・12月1日、日本テレビ） - オペレーター→VTR出演
- あの人の通帳が見てみたい!（2017年10月6日、テレビ東京） - 見届け人
- 良純&一茂の気まぐれ旅 ～にっぽんの名家ってすごいんです!〜（2018年2月15日、BS日テレ） - 冠番組
- 開封!プレゼントX 芸能人が実際もらったプレゼント全部見せますSP!!（2018年4月28日、テレビ朝日） - 見届け人
- ザワつく!一茂良純ちさ子の会（2018年5月26日 - 10月10日、テレビ朝日） - 冠番組
- リモコンWARS（2018年8月7日 - 2019年8月13日、NHK総合） - キャプテン
- 訳あり人の駆け込み寺 ～明日は我が身～（2018年8月19日 - 2019年12月17日、関西テレビ） - MC
- 尾行バラエティ ドコヘ行くのか!?（2018年9月5日、TBS） - MC
- 世界1億回!!再生動画 ベスト354ぜんぶ見る（2018年10月4日、テレビ東京） - MC
  - 世界1000万回動画再生ランキング全部見た（2019年4月4日、テレビ東京） - MC
- 長嶋一茂と怒れる女（2018年10月15日、関西テレビ） - MC・冠番組
- こんな私は何を食べればいいですか?（2018年11月26日、TBS） - MC
- 新!お茶の間の真実（2019年1月30日、テレビ東京） - 司会
- 土曜プレミアム「有吉ダマせたら10万円」（2019年2月23日・2022年3月5日、フジテレビ） - チャレンジャー
- 隣のトラブルモンスター（2019年3月5日・2020年1月29日、テレビ東京） - MC
- サンド・一茂の採用!?ワタシの法則（2019年3月24日、フジテレビ） - MC・冠番組
- 平成スポーツあったなぁ大賞（2019年4月7日、TBS） - あったなぁプレゼンター
- 世界法廷ミステリー（2019年6月15日 - 2020年5月24日、フジテレビ）
- テレ東音楽祭2019（2019年6月26日、テレビ東京）
  - テレ東60祭! ミュージックフェスティバル2023 〜一生聞きたい! 昭和・平成・令和 ヒット曲100連発〜（2023年11月15日、テレビ東京）
- 一茂&修造のイミシン（2019年7月21日 - 2022年12月2日、テレビ朝日） - MC・冠番組
- 男と女の幸せってなんだ?（2019年10月8日、関西テレビ） - MC
- この道の先に何がある? ストリートサイクルビュー360°（2019年11月30日、NHK総合） - 司会
- 歌ネタゴングSHOW 爆笑!ターンテーブル（2021年12月26日、TBS） - 審査委員長
- 長嶋一茂の日本全国ご利益ツアー（2022年1月3日、BS-TBS） - 冠番組
- 出川一茂ホラン☆フシギの会（2022年7月9日、テレビ朝日） - MC・冠番組
- あなたのコネのおかげです（2022年11月15日、フジテレビ） - MC
- 長嶋佳代子の夢は夜開く･･･（2023年7月9日、テレビ朝日） - MC・冠番組
  - 一茂・佳代子に四の五の言いたい女たち!!（2023年12月29日、テレビ朝日） - MC・冠番組
- 羽鳥慎一モーニングショー ザワつかせたニュース100連発!!（2023年12月27日・2024年12月29日、テレビ朝日） - コメンテーター
- ダイエット島 〜一茂・山里vs痩せられない10人〜 （2024年6月6日、フジテレビ） - MC・冠番組
- サンバリュ「一茂vsかまいたち 真実は一つじゃない」（2024年6月30日、日本テレビ） - MC・冠番組
- まさかの一丁目一番地（2024年7月24日・2025年4月3日、TBS）
- 長嶋一茂の人生のカウントダウン（2024年11月16日・12月29日、フジテレビ） - MC ・冠番組
- 1万人に聞いたらピンチ解決しちゃいました!（2024年11月23日、テレビ東京） - MC
- あす開幕!二刀流大谷翔平 有言実行伝説&超絶プレーBEST30（2025年3月17日、日本テレビ） - MC
- 一茂カズ VS THE業界ジン（2025年4月20日・7月28日、日本テレビ） - MC・冠番組
- 長嶋一茂のわがままハウスGP（2025年7月13日、フジテレビ） - MC ・冠番組

### テレビドラマ
- 坊さんが行く（1998年、NHK総合）
- なにさまっ!（1998年10月 - 12月、TBS） - 東良介 役
- ザ・ドクター（1999年7月 - 9月、TBS） - 神崎俊太郎 役
- バーチャルガール 第5話（2000年1月 - 3月、日本テレビ） - 伊達健介 役
- オードリー（2000年10月 - 3月、NHK総合） - 錠島直也 役
- 新・お水の花道（2001年4月 - 6月、フジ） - 五郎 役
- 逮捕しちゃうぞ（2002年10月 - 12月、テレビ朝日） - 中嶋剣 役
- 月曜ミステリー劇場 ざこ検事 潮貞志の事件簿 1 - 3（2002年12月 - 2005年9月、TBS） - 主演・潮貞志 役
- 水戸黄門（2003年、TBS） - 三剣一風 役
- サラリーマン金太郎4（2004年1月 - 3月、TBS） - 山田龍平 役
- 義経（2005年1月 - 12月、NHK総合） - 藤原国衡 役
- アストロ球団（2005年8月 - 10月、テレビ朝日） - 沢村栄治 役
- マグロ（2007年1月4日、5日 テレビ朝日） - 児島医師 役
- 玉蘭（2007年6月16日、テレビ朝日） - 広野賢 役
- 特別ドキュメンタリードラマ 3.11 その日、石巻で何が起きたのか〜6枚の壁新聞（2012年3月6日、日本テレビ） - 外処健一 役
- 仮面ライダー鎧武 第30話（2014年、テレビ朝日） - 光明寺信彦 役
- 月曜名作劇場 警視庁心理捜査官・明日香5（2016年5月16日、TBS） - 鷹野弘志 役
- 科捜研の女 Season21 第9話（2022年1月13日、テレビ朝日） - 丸山紘一 役

### 映画
- ミスター・ルーキー（2002年、東宝） - 主演・大原幸嗣 役
- 男たちの大和/YAMATO（2005年、東映） - 臼淵磐 役
- ポストマン（2008年、ザナドゥー） - 主演・海江田龍兵 役 ※作品の製作総指揮も担当
- はやぶさ 遥かなる帰還（2012年、東映）
- HOME 愛しの座敷わらし（2012年、東映）
- 二流小説家 シリアリスト（2013年、東映） - レポーター 役
- 極道の妻(つま)たち Neo（2013年6月8日公開、東映ビデオ） - 鬼場満 役
- テコンドー魂〜Rebirth〜（2014年2月15日公開、東映ビデオ） - 一色辰男役
- キカイダー REBOOT（2014年5月24日、東映） - 光明寺信彦 役
- ハッピーランディング（2015年6月6日） ※作品のエグゼクティブプロデューサーも担当[75]

#### 劇場アニメ
- 崖の上のポニョ（2008年、東宝） - 宗介の父・耕一 役

### CM
- 太田胃散（2000年 - 2009年）
- 明治製菓（現：明治）
- 三菱UFJ信託銀行『キャッチボール篇』『会話篇』（父の茂雄と共演）
- 全日本空輸『ノックで中国篇』『記者会見篇』『試合篇』『チャレンジ篇』
- 三菱自動車工業（ミツビシミテカラ『宣言篇』以降、すべてのCMの最後のシーンに登場するようになった）（2006年9月14日 - 2008年）
  - 『SUV告知篇』（2007年4月3日 - 5月）
- 理研ハウス
- クラシアン（2013年）
- アフラック（2018年11月 - ）
- 富士フイルム（2018年12月29日 - ）
- サントリービール『金麦 ゴールド・ラガー』（2019年2月 - ） ヒロミと共演

## 受賞歴
- 2002年 第27回報知映画賞 新人賞（『ミスター・ルーキー』）
- 2003年 第26回日本アカデミー賞 新人俳優賞（『ミスター・ルーキー』）[76]
- 2004 44th ACC CM FESTIVAL ベスト演技賞（ANA中国「ノックで中国」）